# Passagem Franca
Passagem Franca é um município brasileiro localizado no centro-leste do estado do Maranhão, na Região Nordeste do Brasil. Em 2024, sua população é estimada em aproximadamente 17.592 habitantes.

## Geografia
Situa-se a 243 metros de altitude, com as coordenadas geográficas Latitude 6°10′48″ Sul e Longitude 43°47′2″ Oeste. A área total é de 1.358,327 km². Passagem Franca pertence à microrregião do Médio Mearim e à mesorregião do Centro Maranhense.
O principal rio que banha o município é o Rio Parnaíba, de grande importância para o Maranhão e região. Também há o Riacho Inhumas, que possui valor afetivo para os moradores e é conhecido localmente por diferentes denominações populares.

## História
Criado oficialmente em 8 de maio de 1835, o município era anteriormente conhecido como Vila Franca, nome dado em homenagem a uma moradora local chamada "Velha Franca". O nome atual, Passagem Franca, surgiu porque muitas pessoas passavam pela localidade, consolidando a nomenclatura.
Passagem Franca do Maranhão já pertenceu ao município de Pastos Bons antes de sua emancipação, ocorrida pela Lei Provincial nº 67, de 28 de junho de 1838.

## Sociedade e cultura
A maioria da população de Passagem Franca é considerada urbana, embora o município possua área rural significativa devido à produção de arroz. Não há comunidades indígenas ou quilombolas reconhecidas.
Eventos culturais importantes são o Festejo de São Sebastião e o Festejo Junino (com apresentações de quadrilhas e outras manifestações populares), que movimentam o comércio local.
A cidade possui um estádio municipal conhecido como Velho da Luca, quadras esportivas espalhadas por diversos bairros, além do Calçadão — principal centro comercial da cidade.

## Administração
O atual prefeito é Chicão da Parabólica (2025–2028), com vice-prefeita Camila Guimarães. A Câmara Municipal é composta por 11 vereadores.

## Economia
A economia local é centrada na agropecuária, com destaque para o cultivo de arroz, soja e produção de carvão vegetal. O setor público, especialmente a administração municipal, é um dos maiores empregadores.
Do total de trabalhadores, os principais setores empregadores são: administração pública , comércio varejista em supermercados e cultivo de soja .
Dois eventos têm relevância econômica: o Festejo de São Sebastião e as festas juninas (São Pedro, Santo Antônio e São João).
O município conta com agência do Banco do Brasil.

## Educação
Passagem Franca possui 28 escolas públicas e duas escolas particulares: Centro de Educação Agnus Dei (associado à Primeira Igreja Batista de Passagem Franca) e Centro de Educação Portal do Saber.
Duas escolas oferecem Ensino Médio: o Centro de Ensino Estado do Paraná (Ensino Regular) e o Centro Educa Mais Antônio Reinaldo Porto (Ensino em Tempo Integral).

## Infraestrutura
O município conta com saneamento básico gerido pelo Serviço Autônomo de Água e Esgoto (SAAE), incluindo abastecimento de água e coleta de esgoto.
Há acesso rodoviário via MA-034, asfaltada até o município, além de trecho que liga Passagem Franca a Colinas, passando por Serra Negra.
Existe serviço regular de transporte da empresa Litorânea, ligando Passagem Franca a São Luís.
A cobertura de telefonia móvel inclui Claro 4G, e há a Rádio Inhumas FM 87,9.

## Saúde
O índice de mortalidade infantil é de 26,82 óbitos por mil nascidos vivos (2023).